# Rio Verde (Arizona)
Rio Verde é uma Região censo-designada localizada no estado americano do Arizona, no Condado de Maricopa.

## Demografia
Segundo o censo americano de 2000, a sua população era de 1419 habitantes.

## Geografia
De acordo com o United States Census Bureau tem uma área de 14,0 km², dos quais 14,0 km² cobertos por terra e 0,0 km² cobertos por água.

## Localidades na vizinhança
O diagrama seguinte representa as localidades num raio de 40 km ao redor de Rio Verde.